# Ernst Toller
Ernst Hugo Toller (ur. 1 grudnia 1893 w Szamocinie, zm. 22 maja 1939 w Nowym Jorku) – niemiecki dramatopisarz i rewolucjonista pochodzenia żydowskiego. W kwietniu 1919 roku przywódca Bawarskiej Republiki Rad.

## Życiorys
Urodził się 1 grudnia 1893 r. w  Szamocinie jako trzeci z rodzeństwa w zamożnej żydowskiej rodzinie kupieckiej. W latach 1900–1905 do prywatnej szkoły w Szamocinie. Po przerwie spowodowanej względami zdrowotnymi (zaburzenia jedzenia, snu i chodzenia o podłożu nerwowym), w latach 1906–1912 uczęszczał do gimnazjum w Bydgoszczy, w którym należał do kółka teatralnego. W tym czasie podejmował pierwsze próby literackie. Studiował prawo i administrację w Grenoble.
Po wybuchu I wojny światowej udało mu się uciec przez Szwajcarię do Niemiec, gdzie zaciągnął się do bawarskiej jednostki niemieckiej armii. Do marca 1915 r. odbywał szkolenia w jednostkach w głębi kraju, po czym zgłosił się na ochotnika na front. Ponad rok spędził na froncie zachodnim, m.in. walczył pod Verdun, gdzie uzyskał odznaczenie za odwagę i dosłużył się w marcu 1916 r. stopnia podoficerskiego, a także pisał wiersze. Ranny na froncie w maju 1916 r., został odesłany do szpitala, gdzie zachorował na depresję i przeszedł załamanie nerwowe, w związku z czym uznano za niezdolnego do służby.
W związku z niezdolnością do służby otrzymał zgodę na studia, które podjął w Monachium w dziedzinie prawniczej i filozoficznej. Na początku studiów napisał swój pierwszy dramat Die Wandlung. W tym okresie poznał artystów i myślicieli związanych z ruchem pacyfistycznym, m.in. Artura Heinricha Kutschera, Rainera Marię Rilkego i Thomasa Manna. Max Weber zaprosił go na Uniwersytet w Heidelbergu, gdzie Toller uczęszczał na jego wykłady prawa i administracji. Zaangażował się w tworzenie Kulturalno-Politycznego Związku Młodzieży w Niemczech i został przewodniczącym heidelberskiego oddziału tej organizacji. Ponadto zbliżył się do anarchizmu intelektualnego, który w tym czasie zyskiwał na popularności w Europie, m.in. korespondował z teoretykiem anarchizmu Gustavem Landauerem. Podczas wyjazdu do Berlina poznał Kurta Eisnera i związał się z Niezależną Socjaldemokratyczną Partią Niemiec (USPD), której został członkiem.
Wraz z Eisnerem w styczniu 1918 r. wrócił do Monachium i porzucił studia, angażując się w całości w politykę. 3 lutego zatrzymano go za udział w strajku robotniczym w fabryce amunicji. Jego ulotki  zostały uznane za przejaw zdrady, ponieważ skierowane były przeciwko planowanej wiosennej ofensywie armii niemieckiej. Po aresztowaniu ponownie znalazł się w armii, w jednostce tyłowej. Dzięki staraniom matki uniknął kary śmierci, został skierowany na badania psychiatryczne, po czym we wrześniu 1918 r. jego sprawę umorzono.
Po zakończeniu wojny brał udział w rewolucji listopadowej, wszedł w skład monachijskiego komitetu rewolucyjnego jako wiceprzewodniczący Rady Więziennictwa Bawarskich Rad Robotniczych, Chłopskich i Żołnierskich. 12 stycznia 1919 r. nie dostał się do parlamentu krajowego w Bawarii, przegrywając w wyborach. W lutym udał się do Berna na Kongres II Międzynarodówki Socjalistycznej. W kwietniu zaangażował się w tworzenie krótkotrwałej Bawarskiej Republiki Rad, którą proklamowała nocą z 6 na 7 kwietnia Centralna Rada Rewolucyjna. Po zabójstwie Eisnera Toller został liderem USPD w Bawarii i jako przewodniczący Rady Centralnej został przywódcą Republiki Bawarskiej, ale po puczu komunistów z 13 kwietnia, został pozbawiony tej funkcji. W  wyniku plebiscytu został komendantem bawarskiej Armii Czerwonej na froncie w rejonie Dachau. 17 kwietnia Armia Czerwona musiała opuścić Dachau, a 26 kwietnia Toller z powodów politycznych zrezygnował z funkcji komendanta.
Bawarska republika została spacyfikowana przez Freikorpsy podległe rządowi weimarskiemu, a Toller początkowo ukrywał się, zmieniając kryjówki w Monachium. Za swój udział w bawarskiej rewolucji został aresztowany 4 czerwca i 16 lipca (dzięki wstawiennictwu m.in. Webera i Manna) skazany zdradę stanu na zaledwie pięć lat więzienia. W czasie jego uwięzienia w Belinie premierę miała sztuka Die Wandlung, którą wystawiono 115 razy. Władze zaoferowały Tollerowi amnestię w uznaniu jego dorobku artystycznego, ale odmówił w geście solidarności z innymi więźniami politycznymi. W więzieniu kontynuował działalność pisarską, ukończył m.in. dramaty Masse Mensch (1921), Die Maschinenstürmer (1922) i Der deutsche Hinkemann (1923), a także kolejne wiersze. W tym okresie stał się najbardziej znanym niemieckim dramaturgiem lat 20. XX w., tłumaczonym na 27 języków. Jego sztuki wystawiano także w innych miastach Niemiec, a także za granicą, przy czym inscenizacje Der deutsche Hinkemann wywoływały wrogie reakcje nacjonalistów i próby atakowania teatrów. 
W 1920 r. kandydował bez powodzenia do Reichstagu, a także został rezerwowym na liście USP do Landtagu i w latach 1921–1924 r. był jego członkiem (w 1922 r. USP została rozwiązana). Więzienie opuścił 15 lipca 1924 r. i został bezprawnie wydalony z Bawarii, w związku z czym osiadł w Berlinie. W tym samym roku wystawiono w Berlinie jego sztukę Hoppla, wir Leben! w reżyserii Erwina Piscatora. Toller podróżował m.in. do Francji, Włoch, Afryki północnej, Brytanii, USA, Meksyku, Danii, Austrii, Szwecji, Norwegii, Polski, Czechosłowacji oraz ZSRR i tam też został członkiem grupy Rewolucyjnych Pacyfistów oraz nawiązał bliskie stosunki z Niemiecką Ligą Praw Człowieka. W 1927 r. wziął udział w kongresie Ligi przeciw Wyzyskowi Kolonialnemu, a rok później brał udział w zakładaniu Międzynarodowego Komitetu Przyjaciół Związku Sowieckiego. W 1930 r. przemawiał podczas Kongresu Światowej Ligi na Rzecz Reformy Seksualnej.
W 1932 r. wyemigrował do Szwajcarii. W 1933 r., po przejęciu rządów w Niemczech przez nazistów, został zaocznie pozbawiony obywatelstwa, jego dobra osobiste skonfiskowano, a prace trafiły na listę dzieł zakazanych i zostały publicznie spalone. Toller publicznie potępił nazizm na kongresie PEN Clubu w Dubrowniku, dzięki czemu organizacja ta przyjęła antyfaszystowski charakter. Wyjechał do Londynu, gdzie przed komitetem Izby Gmin wygłosił mowę na temat podpalenia Reichstagu. Starał się także o nadanie polskiego obywatelstwa z racji ówczesnej przynależności Szamocina do tego kraju, ale nie otrzymał go z powodu obaw ministra Becka o pogorszenie stosunków polsko-niemieckich. W 1936 i 1937 podróżował po Stanach Zjednoczonych i Kanadzie, jako wykładowca, następnie osiedlił się w Nowym Jorku, gdzie kontynuował pisanie oraz utrzymywał kontakty z innymi emigrantami politycznymi z Niemiec, m.in. z Klausem Mannem, Eriką Mann i Therese Giehse.
W związku z przewidywanym przez siebie wybuchem II wojny światowej powiesił się 22 maja 1939 r. w swoim nowojorskim pokoju hotelowym.

## Dorobek
- Die Wandlung (1919)[1]
- Masse Mensch (1921)[1]
- Die Maschinenstürmer (1922)[1]
- Der deutsche Hinkemann (1923)[1]
- Hoppla, wir leben! (1927)[1]
- Feuer aus den Kesseln (1930)[1]
- Eine Jugend in Deutschland (1933), autobiografia
- Briefe aus dem Gefängnis (1935)
- I was a German (1934), autobiografia
- Mary Baker Eddy (1930)